# Francis Edward Bache
Francis Edward Bache (Birmingham, 1833. szeptember 14. – Birmingham, 1858. augusztus 24.) angol zeneszerző.

## Élete
Lipcsében folytatott zenei tanulmányokat Moritz Hauptmann és Louis Plaidy alatt. Később bejárta a német és olasz területeket, majd Algériát is. Zongora-, ének-, és vonóshangszer-műveket készített. Fennmaradt két operája is Rübezahl és Ki milyen (Which is which) címmel. Még 25 éves sem volt fiatalon bekövetkezett halálakor. Fivére, Walter Bache később neves zongoraművész lett.